# Saint-Samson-de-la-Roque
Saint-Samson-de-la-Roque ist eine französische Gemeinde mit 437 Einwohnern (Stand 1. Januar 2022) im Département Eure in der Region Normandie (vor 2016 Haute-Normandie). Sie gehört zum Arrondissement Bernay und zum Kanton Bourg-Achard. Die Einwohner werden Roquais genannt.

## Geographie
Saint-Samson-de-la-Roque liegt etwa 20 Kilometer ostsüdöstlich von Le Havre an der Seine, die die Gemeinde im Norden begrenzt und hier schon von den Gezeiten des Ärmelkanals beeinflusst wird. Umgeben wird Saint-Samson-de-la-Roque von den Nachbargemeinden La Cerlangue im Norden, Marais-Vernier im Osten, Bouquelon im Südosten, Foulbec im Süden, Conteville im Westen, Berville-sur-Mer im Westen und Nordwesten sowie Saint-Vigor-d’Ymonville im Nordwesten.

## Bevölkerungsentwicklung
| Jahr                       | 1962 | 1968 | 1975 | 1982 | 1990 | 1999 | 2010 | 2020 |
| Einwohner                  | 298  | 278  | 288  | 292  | 271  | 283  | 388  | 431  |
| Quellen: Cassini und INSEE |      |      |      |      |      |      |      |      |

## Sehenswürdigkeiten
- Kirche Saint-Samson aus dem 18./19. Jahrhundert
- Kapelle Notre-Dame aus dem 14. Jahrhundert
- Leuchtturm von La Roque, seit 2011 Monument historique
- Schloss La Chevalerie aus dem 18./19. Jahrhundert
- Herrenhaus von Tinnetot aus dem 18. Jahrhundert

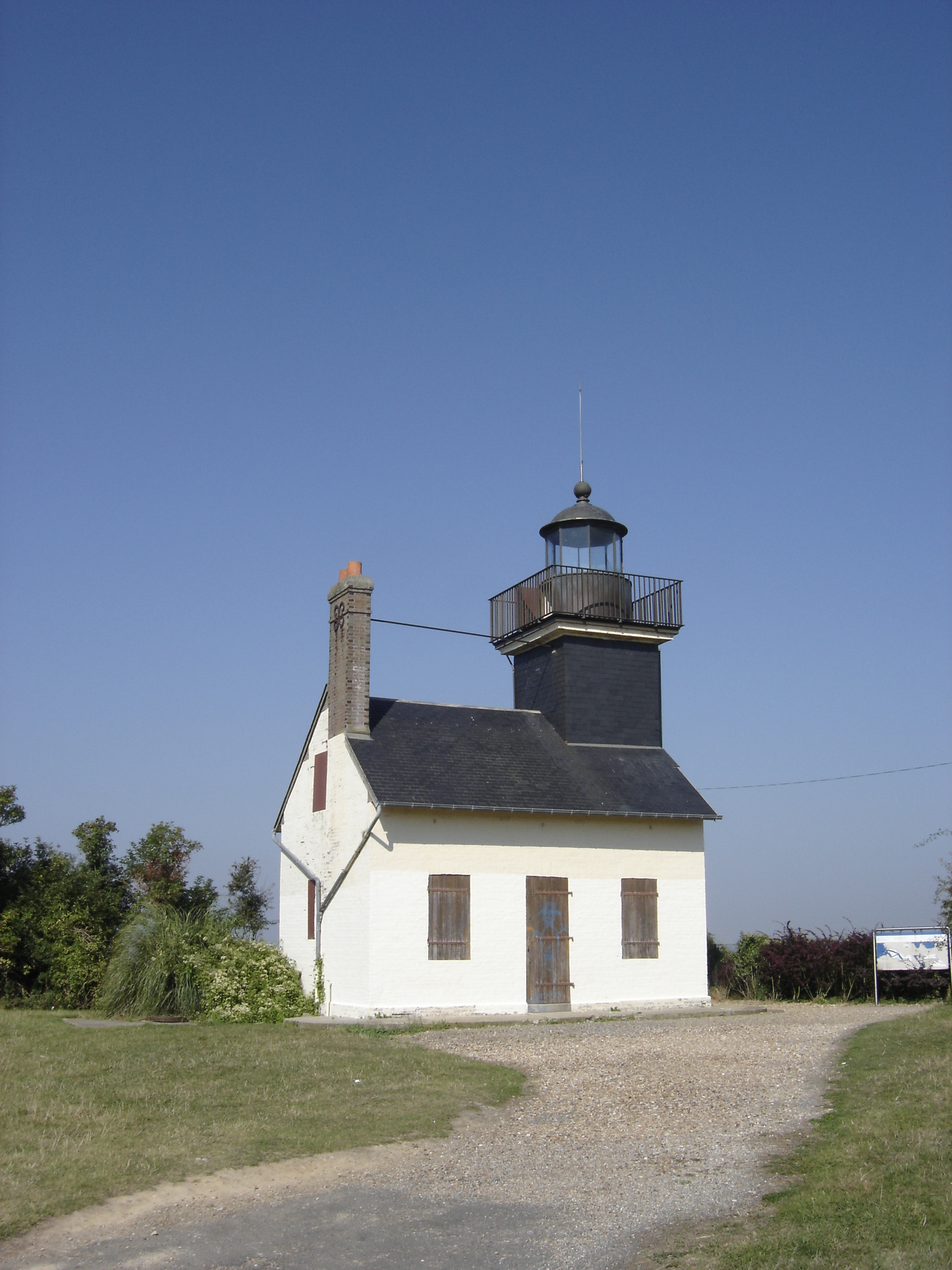
Leuchtturm